# Las lunas invisibles
Las lunas invisibles es una novela de ciencia ficción escrita por Manuel Santos Varela. Fue galardonado con el segundo premio ex aequo en los Premios UPC 2004.
Novela en la que distintos personajes ubicados en cinco "niveles" desarrollan historias que a primera vista parecen no tener conexión alguna, pero que al final, como si de un puzle se tratara, acaban encajando.

## Argumento
La novela narra cómo en un día cualquiera del futuro, la Tierra comienza a pasar a través de una nube de polvo cósmico. Los científicos del momento deciden tener en cuenta si ello perjudicará de alguna forma grave al planeta, pero ya que las partículas son demasiado pequeñas, dan a entender que el peligro es insignificante, pues todas las partículas se desintegrarían en la atmósfera, provocando un bello espectáculo. 
Si bien es cierto que dicho espectáculo se produjo, ignoraron el efecto que ello tendría sobre el Sol. El astro, tras explosionar a causa del material acumulado y dejar a varios millones de personas ciegas, comienza a emitir menor cantidad de calor. Ello produce que las temperaturas de la Tierra bajen drásticamente, dando lugar a una lucha contrarreloj por la supervivencia de la especie por parte de una serie de científicos situados en la Luna y el planeta Marte.
Con el tiempo descubrirán que no todo es como lo habían planeado.